# ニザミア天文台
ニザミア天文台（ニザミアてんもんだい、英: Nizamiah Observatory）は、ハイデラバードで1901年に創設された天文台である。ニザミア天文台は、15インチ屈折望遠鏡と、8インチアストログラフを有し、写真天図星表計画の観測を実施したことで知られる。1960年代には、新たな観測拠点として、48インチ反射望遠鏡を備えたジャパル・ランガプール天文台も建設された。

## 沿革

### 誕生
ニザミア天文台を創設したのは、英国で教育を受けたハイダラーバード藩王国の貴族で、アマチュア天文家でもあったナワブ・ザファール・ジャング (Nawab Zafar Jung) である。英国から口径15インチの屈折望遠鏡を入手したザファール・ジャングは、1901年、ハイダラーバード藩王マフブーブ・アリー・ハーンに、天文台の設立と、ニザームに肖って名称をニザミア天文台とすること、そして自分の死後は天文台を藩王府のものとすることを願い出た。ニザームはすぐにこれを許可し、口径8インチのアストログラフ（天体写真儀）と幾つかの機材を加えて、ザファール・ジャングの所有地であったハイデラバードのフィサルバンダ (Phisalbanda) に天文台が設置された。ザファール・ジャングは、マドラス天文台、コダイカナル天文台の台長を務めたチャールズ・ミッキー・スミスを招き、望遠鏡を整えた。

### 藩王府時代
1907年、ザファール・ジャングが亡くなると、ニザームは天文台を藩王府財務省の所掌とするファルマーンを発し、アーサー・チャットウッド (Arthur B. Chatwood) が台長に就任した。最初に天文台が置かれたフィサルバンダは、天文観測には適さないと考えられており、チャットウッドは幾つか候補地を調査し、ハイデラバード郊外ベグンペットの高台を選択。1908年に、望遠鏡と機材はそちらへ移設された。当初は敷地にあった2階建て簡易住宅を使用していたが、すぐに増設が認可され、アストログラフ棟、研究室、宿舎の建設が始まった。1909年にはアストログラフ棟が完成、1912年には15インチ屈折望遠鏡棟の建設も始まり、1914年に建屋は完成したが、機材の不具合や資金不足によりすぐにこれらを使った観測は始められなかった。最初に始まった観測は、口径75mmのクック経緯儀によるもので、1913年に始まった。

#### 写真天図星表
ニザミア天文台の最も重要な業績は、写真天図星表 (Carte du Ciel) 計画に参加したことである。この計画は、全天の詳細な写真星図を作ることが目的で、世界中の18の天文台が赤緯帯を分担することで全天を隈なく撮影することになっていた。
当初チリのサンティアゴ天文台が担当していた、赤緯-17°から-23°の範囲の観測が捗らず、計画の中核を担う天文学者らがチャットウッドに、ニザミア天文台で代わりに観測することを持ち掛けた。1908年の国際会議で、サンティアゴ天文台の担当領域を再配分することが決まり、同年ニザミア天文台はこれを引き受けた。翌年には観測に使用するアストログラフの設置が終了したが、望遠鏡に不具合があったため、すぐには観測が始められなかった。
チャットウッドは2期6年の任期を終えると、後任には写真天図計画にも関わっていたオックスフォード大学のハーバート・ターナーの弟子、ロバート・ポーコック (Robert John Pocock) が指名され、ポーコックの指導でニザミア天文台は写真天図星表の作成に邁進する。1913年にはアストログラフの修理が必要な機材を英国へ送り、1914年に修理の済んだ機材が戻ると、その年の12月に観測を開始した。第1次世界大戦や事故による後退がありながらも、1917年には星表の第1巻を刊行。ポーコックは1918年に亡くなるが、ターナーの後押しもあり、ニザミア天文台は計画を続行した。

### オスマニア大学時代
ハイダラーバード藩王ウスマーン・アリー・ハーンによって、1918年にオスマニア大学が開学すると、1919年にニザミア天文台は大学の所管へと移行した。ポーコックの死後は、その助手を務めていたバスカラン (T.P. Bhaskaran) が業務を代行し、1922年には非欧州出身者として初めて台長に就任した。
ニザミア天文台では、恒星の位置観測から時刻の補正をしたり、日の出・日の入り時刻の提供などを行っていたが、この頃から藩王国全体の正確な時刻や暦の保守を請け負うようになっていった。
資金不足で中断していた、15インチ屈折望遠鏡の設置作業は、1921年に再開した。架台が完成し、1922年にはコダイカナル天文台に貸与していたレンズも戻って、1924年から定常的に観測を行うようになり、変光星の測光観測や月による掩蔽の観測で実績をあげた。
ザファール・ジャングが残した機材には、気象観測機器も多く含まれ、更に追加の観測機器も導入されて、ニザミア天文台気温、湿度、風速、降水量などを測定する気象観測拠点となった。1923年には、ミルン水平振子地震計が導入され、地震観測も始まった。降水量については、藩王国全体のデータを収集し、統計を作成して藩王府に提供することも行っていた。ニザミア天文台における気象観測は1950年代まで、地震観測は1970年まで続けられた。
1928年には、ニザミア天文台が分担する、赤緯-17°から-23°帯の写真天図星表が完成したが、ターナーの提案により、途中脱落したポツダム天文台の分担のうち、赤緯+39°から+36°帯の再観測をニザミア天文台で行うことになった。結局、写真天図星表の作業は1946年まで続けられ、ニザミア天文台が撮影した写真乾板で計測が行われた恒星の数は763,542に上る。1932年にはブリンクコンパレータを導入し、以前に撮った写真の再計測も行われ、固有運動が大きい恒星を多数発見することになった。
1939年には、ヘールのスペクトロヘリオスコープが導入された。これを用いた太陽観測は1945年から本格的に始められ、国際地球観測年（1957-1958年）における国際的な太陽観測計画にも参加した。
バスカランは1944年まで台長を務め、その跡はアクバル・アリー (Akbar Ali) が継いだ。アリーは亡くなる1960年まで台長を務めた。

#### ジャパル・ランガプール天文台
1950年代、写真乾板の入手が容易でなくなったことでアストログラフの使用頻度は大きく低下し、15インチ屈折望遠鏡も掩蔽観測に使われる程度になっていた。ベグンペットでも光害の影響が強まったこともあり、より夜空の暗い場所に現代的な観測施設を設置する計画が持ち上がった。1956年、インド政府の大学助成委員会は、米国政府からの資金援助もあり、オスマニア大学に新望遠鏡建設の資金提供を認可した。翌年には、米ピッツバーグのJ・W・フェッカー社に48インチ反射望遠鏡が発注された。
新望遠鏡は当初、オスマニア大学キャンパス内に設置される見通しだったが、より都市光の影響が弱い場所が望ましいということで、ハイデラバード市から50km圏内のいくつもの地点で立地調査が行われ、最終的にはハイデラバードから南南東におよそ45km、ランガプール村の近くにある丘の上が選ばれた。
新望遠鏡計画を推進したアクバル・アリーは1960年に亡くなり、アニル・クマール・ダスが後任となるが、1年経たないうちに急死。その後は、クリシュナ・アビヤンカール (Krishna Damodar Abhyankar) が代理を務め、1963年にラマチャンドラ・カランディカール (Ramachandra V. Karandikar) が台長に就任してから、新天文台の建設が本格化した。新望遠鏡については最初、ワーナー・スウェージー天文台のジェイソン・ナッソーが顧問天文学者となり、ナッソーの死後はアリゾナ大学のアデン・マイネルがその任に当たった。
48インチ望遠鏡施設の建設は、紆余曲折を経て1968年にファーストライトを迎え、更に幾つかの調整を経て、1971年から通常観測が行われた。計画開始からは、15年の年月を要した。新しい天文台は、所在地を管轄するランガプール村とジャパル村の名前をとって、ジャパル・ランガプール天文台となった。
ジャパル・ランガプール天文台は、1980年2月16日の日食の際に皆既帯に含まれていたため、ベグンペットのアストログラフはこちらへ移設され、観測に使用された。また、10フィート電波望遠鏡も導入され、10GHz帯の観測で、日食中の太陽電波強度変化の測定が行われた。また、天文台は、皆既日食の観測・実験に訪れた国内外の科学者の受け入れ場所にもなった。

#### 天文学応用研究センター
オスマニア大学の所管となったニザミア天文台は、1935年から大学での天文学の講義を受け持つようになった。当初は、文科系の学部学生向けの講義だったが、その後理科系の学部学生向け、大学院を目指す学生向けの講義が追加されていった。
オスマニア大学では、1958年に大学助成委員会の認可を受けて天文学科を開設、1961年には天文学の修士課程も整備された。そして1964年、大学助成委員会は天文学科、ニザミア天文台、ジャパル・ランガプール天文台を束ねて天文学応用研究センター (Center of Advanced Study in Astronomy, CASA) の設立を承認した。

## 望遠鏡
ザファール・ジャングが入手し、天文台設立の契機となった望遠鏡は、グラッブ商会製の口径15インチ (38.1 cm) 屈折望遠鏡で、当時のインドでは最大級の望遠鏡であった。
写真天図星表の観測に活躍したアストログラフは、対物レンズがクックの8インチ (20.3 cm) で、焦点距離は3.4 m (F16.7) であった。当初は、口径4インチのファインダーが付いていたが、ニザミア天文台へ設置される際に、グラッブ商会の10インチ・ガイド望遠鏡へ換装された。アストログラフは、直径7.6 mのドームに収められていた。
ジャパル・ランガプール天文台の主力望遠鏡は、口径48インチのカセグレン式反射望遠鏡で、主鏡の焦点距離は16.4 m (F13.7)。カセグレン焦点以外にクーデ焦点も備えており、そちらの焦点距離は36.6 m (F30.1) である。観測装置としては、マイネル式の分光器（分解能R∼30,000）、2色同時光電測光器、光子計数器が用意されていた。
その他、太陽活動の観測に使う10フィートのパラボラアンテナ、流星群の際の磁気圏観測に使う八木アンテナなどを所持している。

## 現況
ニザミア天文台は、観測に適さない環境となり、望遠鏡も移設されてなくなり、物置同然の状態となっている。施設の所有はオスマニア大学だが、経済社会研究センター (CESS) の敷地内にある。大学もCESSも、維持には積極的ではない。天文学の普及拠点とする構想もあるようだが、施設を整備するのは容易ではないとみられる。
ジャパル・ランガプール天文台は、計画当初の予想に反し、数十年のうちに周辺の都市化による光害の問題に直面するようになった。48インチ望遠鏡も、20世紀の末から本来の用途には使用されていない。オスマニア大学は施設を活用したいという希望はあるようだが、新たに望遠鏡を建設するには巨額の資金が必要で、その調達は見通せない。そのため、敷地を活かして技術専科学校につくり変える計画も持ち上がっている。